# Caiophora pterosperma
Caiophora pterosperma är en brännreveväxtart som först beskrevs av George Don jr, och fick sitt nu gällande namn av Urban och Gilg. Caiophora pterosperma ingår i släktet Caiophora och familjen brännreveväxter. Inga underarter finns listade i Catalogue of Life.